# Casa Malagrida
La Casa Malagrida és un edifici modernista situat al passeig de Gràcia, 27 de Barcelona, catalogat com a bé cultural d'interès local.

## Història
Sesprés d'haver viscut a l'Argentina, l'empresari del ram del tabac Manuel Malagrida i Fontanet (Olot, 1864-Barcelona, 1946), va tornar a Barcelona, on va encarregar el projecte d'una nova residència a l'arquitecte Joaquim Codina i Matalí. Construïda entre 1905 i 1908, es tracta d'un habitatge plurifamiliar malgrat la seva aparença de palauet.
Es diu que quan el 1927 es va haver de repintar la cúpula, ho va fer un aprenent de pintor, que amb els anys seria el reconegut artista Antoni Clavé i Sanmartí.

## Descripció

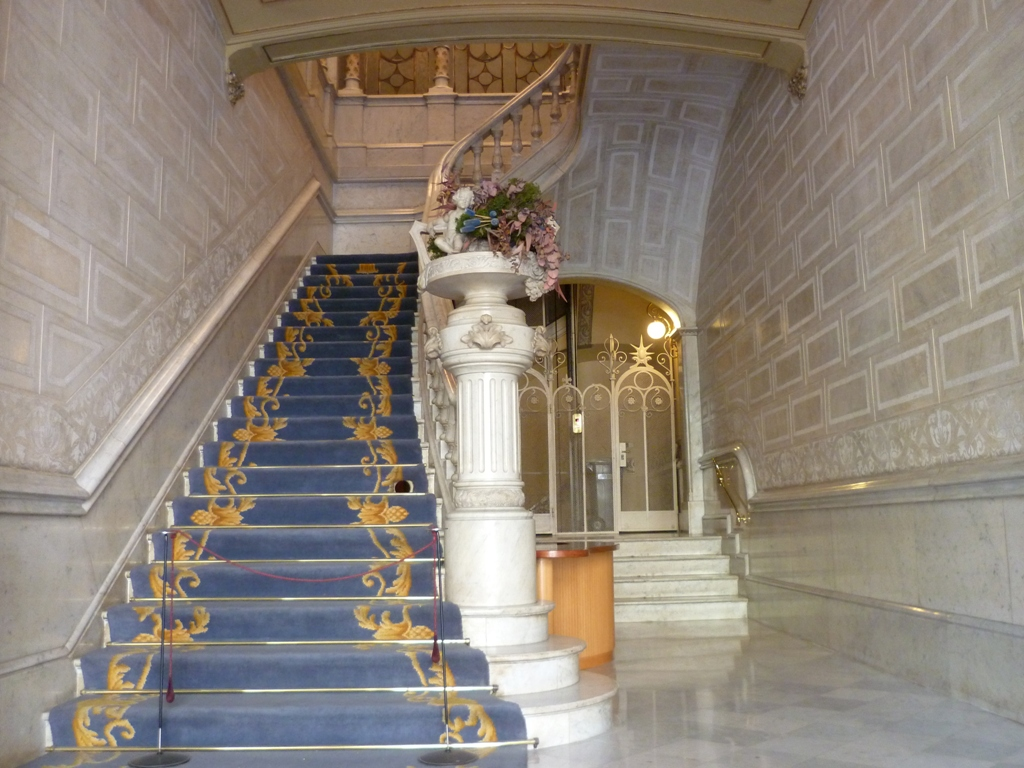
L'escala fins al pis principal amb la columna de marbre

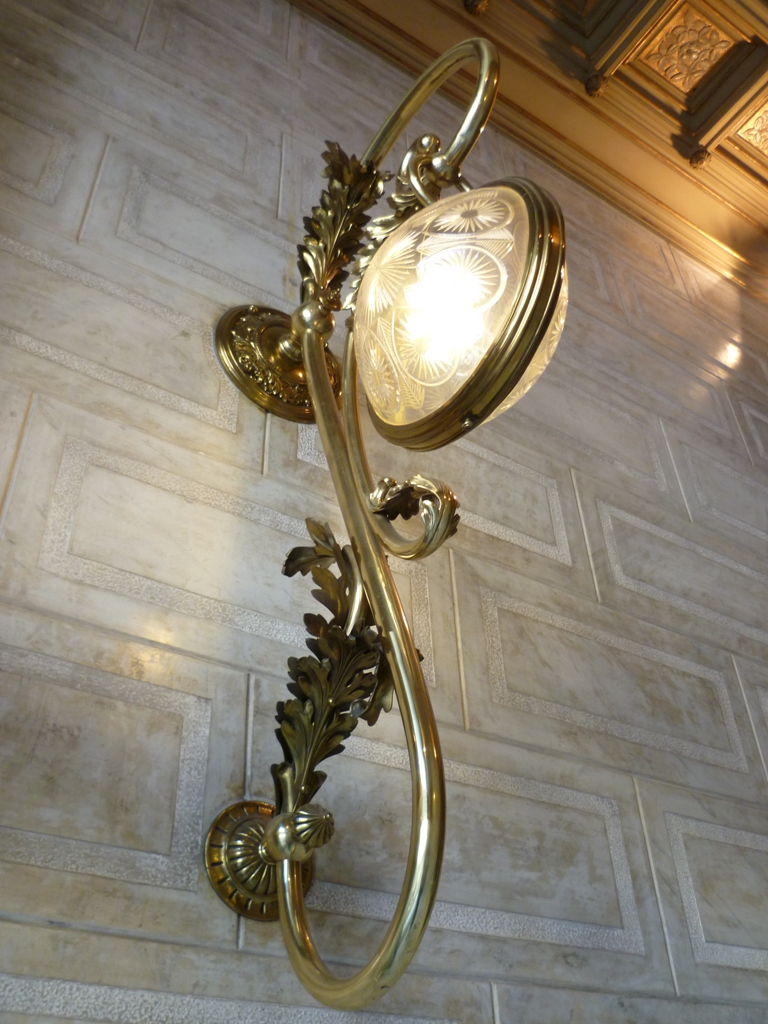
Un llum original situat a la paret del vestíbul

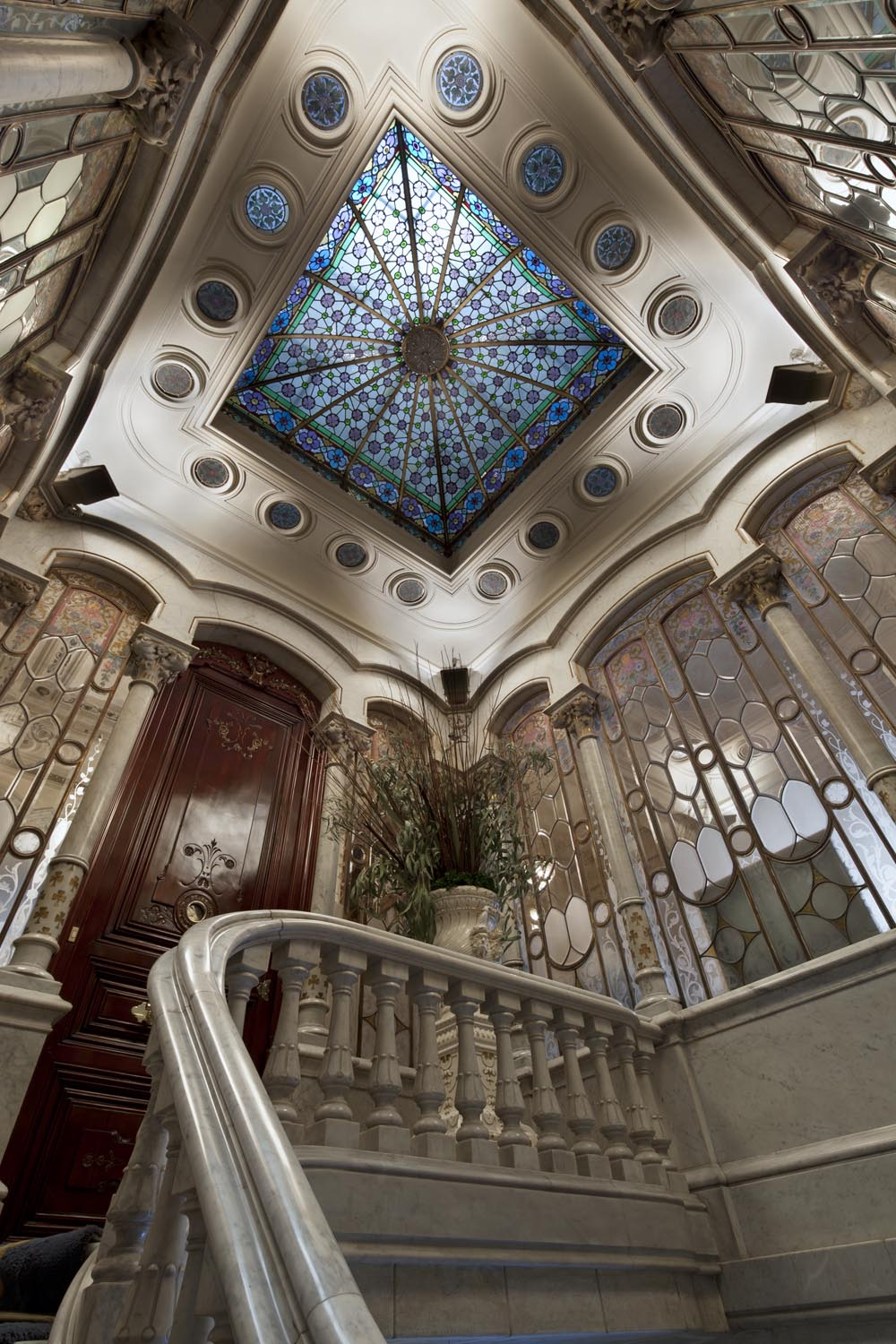
L'entrada al pis principal sota la claraboia de l'escala

Consta de planta baixa, principal i tres pisos, tot cobrint-se amb un terrat pla que, a la banda del Passeig de Gràcia, es combina amb una coberta corba a quatre vessants al tram central i mansardes als laterals. La façana mostra tres cossos verticals clarament definits, el més destacat dels quals és el central gràcies al tractament de l'acabat del mur i al fet que es troba lleugerament avançat respecte de la resta de la façana.
La planta baixa està configurada com un cos molt diàfan obert al carrer a través de grans finestrals d'estructura porticada amb arcs molt rebaixats i columnes de fust llis i capitells vegetals amb volutes d'inspiració jònica. Aquestes columnes es disposen aparellades al tram central per tal de donar rellevància a la porta d'accés a la finca.
Actualment, acull dues botigues que es localitzen a sengles costats de l'entrada. Aquesta, situada al centre de la planta baixa de la façana, dona pas a un vestíbul, rectangular i molt allargat amb sòcol de marbre i parets arrebossades amb un revestiment que imita uns carreus. Una escala monumental de marbre amb una columna al principi de la barana condueix al pis principal, mentre que a la resta de pisos s'hi accedeix a través d'una escala més petita situada al final del vestíbul, on també es troba l'ascensor amb una tanca de ferro. Encara es conserven alguns dels elements mobles del projecte original com els llums, un intèrfon i un telèfon al costat de la porteria. L'espai és molt diàfan gràcies a l'estructura porticada representada als paraments de tancament de la caixa d'escala i a la gran claraboia amb vitralls policroms que la cobreix.
Destaca, en aquest sentit, la decoració escultòrica que presideix el pas d'entrada, obra de l'escultor Pere Ricart i Marés, que representa l'àguila pirenaica i el còndor andí, elements que simbolitzen els dos països, Espanya i Argentina, que foren determinants en el desenvolupament industrial i econòmic del promotor, Manuel Malagrida. Així mateix hi ha representats, als extrems, els busts de Cristòfor Colom i del general Bartolomé Mitre.
El primer pis o planta noble, es caracteritza per les dues tribunes tancades localitzades a ambdós costats del cos central, on es desenvolupa un balcó en voladís corregut i barana de pedra decorada amb motius vegetals. Al damunt d'aquestes tribunes laterals hi ha les representacions antropomòrfiques d'Espanya i l'Argentina, amb corona i barret frigi, respectivament. La galeria oberta al balcó central recupera la tradició constructiva medieval barcelonina amb un model que pren com a referència les finestres coronelles, amb tres obertures amb mainells i llinda, tot i que en aquest cas esculpides amb decoració vegetal i antropomòrfica tot seguint els criteris estilístics del període modernista en què es va construir.
Al segon pis hi apareixen tres finestres amb un arc rebaixat i columnes als muntants que s'obren de forma individual a un balcó amb barana de ferro. Aquesta estructura es repeteix al tercer pis, modificada únicament al tram central, on en lloc d'una finestra n'hi ha dues.
El darrer pis, localitzat al nivell de sotacoberta, presenta una estructura graonada a conseqüència del cos central més desenvolupat en alçada, on es disposa una galeria amb columnetes. Aquest cos està cobert amb una cúpula amb quatre vessants rematada amb un penell que originalment era daurat. Aquest volum central contrasta amb els laterals, més baixos, amb mansardes recolzades a la cornisa i amb una finestra central.